# Abdelhak Souadi
 (janvier 2017).
Si vous disposez d'ouvrages ou d'articles de référence ou si vous connaissez des sites web de qualité traitant du thème abordé ici, merci de compléter l'article en donnant les références utiles à sa vérifiabilité et en les liant à la section « Notes et références ».
Abdelhak Souadi (en arabe : عبد الحق السوادي) est un footballeur international marocain, actif au cours des années 1980.

## Biographie
Abdelhak Souadi est né le 18 juillet 1960 à Casablanca. Il intègre le centre de formation du Raja Club Athletic à l'âge de 10 ans. À l'âge de 17 ans, alors cadet, il intègre l'équipe senior au milieu de grands noms à l'image de Abdelmajid Dolmy, Abdellatif Beggar, Saïd Ghandi, etc. En 1982, il est appelé à défendre les couleurs de l'équipe nationale du Maroc, entraînée par le Brésilien Valente ; il dispute son premier match (Maroc - Mali), couronné par une victoire 4-0 et marque son premier but sous les couleurs des Lions de l'Atlas.
Son parcours international compte 32 sélections et il marque dans sa carrière internationale 5 buts. Médaillé d'or aux Jeux méditerranéens de Casablanca 1983 en finale contre la Turquie avec un score de 3-0, il marqua le deuxième but. Il est également médaillé de bronze aux Jeux panarabes à Rabat en 1985.
À l'origine de la qualification du Maroc aux Jeux olympiques de Los Angeles en 1984 à la suite du but marqué dès les premières minutes contre le Sénégal à Dakar, il était parmi l'équipe qualifiée contre l'Égypte pour le mondial 1986, et à la suite d'un différend avec l'entraîneur national Mehdi Faria, il quitta le camp d'entraînement.
Cette situation contraignante l'a incité à quitter le Maroc pour débuter une carrière professionnelle au sein de la Gantoise (première division en Belgique) aux côtés de Jean-Marie Pfaff, Enzo Chiffo, etc. Puis, il joue au Fc Renens à Lausanne.
Son dernier match avec les Lions de l'Atlas a lieu en Tunisie, en 1988, pour le compte des éliminatoires des Jeux olympiques de Séoul en Corée.
Souadi a exercé en tant qu'encadreur des jeunes au sein du Raja, et il était à l'origine d'un certain nombre de piliers au sein de l'équipe senior actuelle, à savoir (Bader Banoun, Boutayeb, Benhalib) sans oublier ceux qui ont quitté le club pour d'autres en l'occurrence (Asbahi "WAC", Moujahid et Bousedra "Berchid", Nasik Zakaria et Baayou "KCM").
Il est détenteur d'un diplôme de licence CAF "B" (Major de promotion).
Actuellement[Quand ?], il est en stage de formation pour l'obtention du diplôme de Manager Sportif sous l'égide de CDES (Centre de Droit et D'économie de Sport) en France avec le partenariat de l'OFPPT et la fédération royale marocaine de football.

## Liste des sélections en équipe du Maroc
| Caps | Date       | Lieu           | Match              | Score         | Compétition                | Buts |
| 1    | 10/04/1983 | Casablanca     | Maroc - Mali       | 4 - 0         | Élim. CAN 1984             | --   |
| X    | 15/05/1983 | Conakry        | Guinée - Maroc     | 0 - 0         | Élim. JO 1984              | --   |
| X    | 29/05/1983 | Casablanca     | Maroc - Guinée     | 3 - 0         | Élim. JO 1984              | --   |
| 2    | 28/08/1983 | Casablanca     | Maroc - Nigeria    | 0-0 (3 - 4p)  | Élim. CAN 1984             | --   |
| X    | 09/09/1983 | Mohammadia     | Maroc - Grèce      | 0 - 0         | J.M 1983                   | --   |
| 3    | 15/09/1983 | Maroc – Égypte | Casablanca         | 2 - 1         | J.M 1983                   | --   |
| X    | 17/09/1983 | Casablanca     | Maroc – Turquie B  | 3 - 0         | Finale J.M 1983            | 1x   |
| X    | 25/09/1983 | Casablanca     | Maroc - Sénégal    | 1 - 0         | Élim. JO 1984              | --   |
| X    | 09/10/1983 | Dakar          | Sénégal - Maroc    | 1 - 1         | Élim. JO 1984              | 1x   |
| X    | 26/02/1984 | Maroc          | Maroc - Nigeria    | 0 - 0 (4 - 3) | Élim. JO 1984              | --   |
| 4    | 04/08/1985 | Mohamedia      | Maroc - Somalie    | 3 - 0         | Jeux Panarabes             | --   |
| 5    | 10/08/1985 | Casablanca     | Maroc - Mauritanie | 3 - 0         | Jeux Panarabes             | 1    |
| X    | 13/08/1985 | Casablanca     | Maroc - Algérie B  | 1 - 0         | Demi-finale Jeux Panarabes | --   |
| 6    | 16/08/1985 | Rabat          | Maroc – Irak       | 0 - 1         | Finale Jeux Panarabes      | --   |
| X    | 17/01/1988 | Tunis          | Tunisie - Maroc    | 1 - 0         | Élim. JO 1988              | --   |
| ---- | ---------- | -------------- | ------------------ | ------------- | -------------------------- | ---- |